# Малан (Иркутская область)
Малан — деревня в Баяндаевском районе Иркутской области России. Входит в муниципальное образование «Кырма». 

## География
Находится примерно в 47 км к северо-востоку от районного центра.

## Население
| 2002 | 2010 | 2011 | 2012 |
| ---- | ---- | ---- | ---- |
| 27   | ↗28  | →28  | ↘27  |

По данным Всероссийской переписи, в 2010 году в деревне проживало 28 человек (11 мужчин и 17 женщин).